# La Banque postale
La Banque Postale — французький банк, створений 1 січня 2006 року як дочірнє підприємство La Poste, національної поштової служби. 

## Особливості
Банк надає послуги понад 10,8 мільйонам активних приватних клієнтів, а також понад 400 000 клієнтів, фахівців, суб'єктів соціальної економіки та органам місцевого державного сектора. Компанія вважається одним з провідних кредиторів для місцевої влади, підтримуючи експансивну філію у Франції, що складається з більш ніж 17 000 контактних пунктів та 7700 поштових відділень. Це єдиний банк у Франції, на який покладено обов'язок щодо здійснення банківських послуг в рамках законодавчої ініціативи з модернізації французької економіки в 2008 році. La Banque Postale повідомляє про чистий прибуток в розмірі 5602 млн €, -2.5% по відношенню до 2015 року.

## Історія
У 2012 році компанія виступила як базовий партнер для державного сектору, зосереджуючись на роботі з усіма регіональними зацікавленими сторонами. До 2015 року зобов'язання La Banque Postale були реалізовані. В даний час банк визнається в якості опорного банку для місцевої влади щодо фінансових і банківських послуг, а також для зацікавлених сторін, які займаються соціальним житлом, місцевими установами, установами охорони здоров'я, напівдержавних корпорацій. 